# Chuba

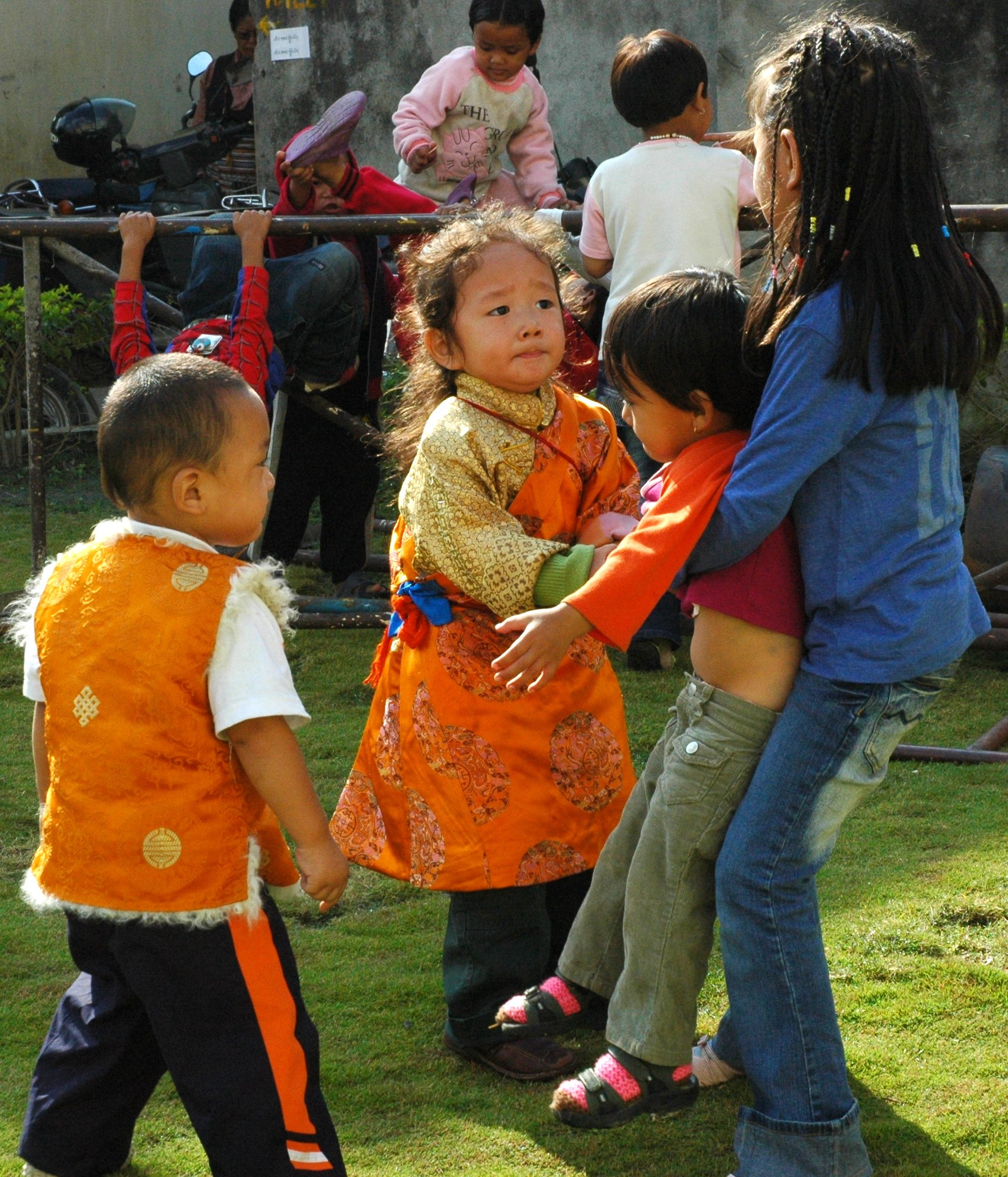
Garçon tibétain portant la chuba

La chuba était, jusqu'en 1950, la tenue des familles aristocrates et des militaires tibétains. Traditionnellement fabriquée en peau de mouton, elle se porte depuis une dizaine d'années en peau de félin, tel que le tigre ou la panthère. Le gouvernement chinois a communiqué sur le caractère illégal de ces chubas ornées, sans que la mode ne cesse[citation nécessaire].